# میرزا علی‌اکبر معلم دامغانی
میرزا علی‌اکبر معلم دامغانی (زاده ۱۲۸۲ – درگذشته ۲۰ آبان ۱۳۷۶ خورشیدی)، فرزند میرزا محمد اهل دامغان از عارفان شیعه و از دوستان صمیمی سید روح‌الله خمینی بود. وی تحصیلات خود را ابتدا در مشهد و سپس قم ادامه داد. وی خارج فقه را از آیت الله عبدالکریم حائری و در علوم باطن از آیت الله علی اکبر الهیان و سید موسی زرآبادی قزوینی بهره گرفت. میرزا مهدی اصفهانی و شیخ مجتبی قزوینی نیز از استادان وی بودند. معلم دامغانی بنا به مصالحی از کسوت روحانیت بیرون آمد.
حسین معلم ، علی معلم و محمدعلی معلم دامغانی  برادرزاده های اویند.